# InterCity 125
InterCity 125 или High Speed Train (HST) — серия дизельных локомотивных скоростных поездов, строившаяся в 1975-1982 годах британским заводом Кру Уоркс (англ. Crewe Works). В каждый состав входят два тепловоза British Rail Class 43 (по старой классификации Class 253, Class 254, Class 255) (по одному на каждом конце), соединённые по системе многих единиц. До 2006 года у InterCity 125 была самая высокая максимально допустимая скорость среди регулярно курсирующих дизель-поездов в мире, которая составляет 200 км/ч (125 миль/ч), но теперь пальму первенства InterCity 125 делит с немецким дизель-поездом ICE TD. 1 ноября 1987 года состав InterCity 125 побил мировой рекорд скорости среди дизельных пассажирских поездов, разогнавшись до 238 км/ч. Рекорд среди тепловозов принадлежит ТЭП80, который 5 октября 1993 года разогнался до 271 км/ч.
На момент введения его в эксплуатацию высокоскоростные поезда в Великобритании были очень востребованы, так как тогда максимальная скорость движения поездов не превышала 160 км/ч. Также поезда этой серии обладали лучшими на то время динамическими характеристиками, InterCity 125 быстрее разгонялся и лучше тормозил по сравнению с другими моделями поездов, эксплуатирующихся тогда на британских железных дорогах. Всё это способствовало тому, что эта серия поездов получила достаточно широкое распространение.

## История создания

### Предпосылки к появлению
В конце 1950-х и начале 1960-х годов Британская транспортная комиссия (правительственная организация, отвечающая за транспорт) начала проводить модернизацию железных дорог Великобритании. Планировалось увеличить среднюю скорость движения поездов на междугородних линиях, с тем чтобы железные дороги стали более конкурентоспособными с новыми автострадами. Правительство отказалось финансировать строительство новых железнодорожных линий, и Британская транспортная комиссия решила сосредоточиться на разработке нового, более быстрого подвижного состава, а также на проведении частичной модернизации уже эксплуатирующегося. В начале 1960-х годов в железнодорожном техническом центре в Дерби собралась группа инженеров, их задачей была разработка скоростного пассажирского поезда, который должен был развивать скорость 200 км/ч (125 миль/ч), также инженеры применяли ряд инновационных технологий, которые никогда не использовались на британских железных дорогах, например наклон кузова поезда при поворотах, что позволяло не сбавлять скорость состава при прохождении извилистого участка.

### Прототип

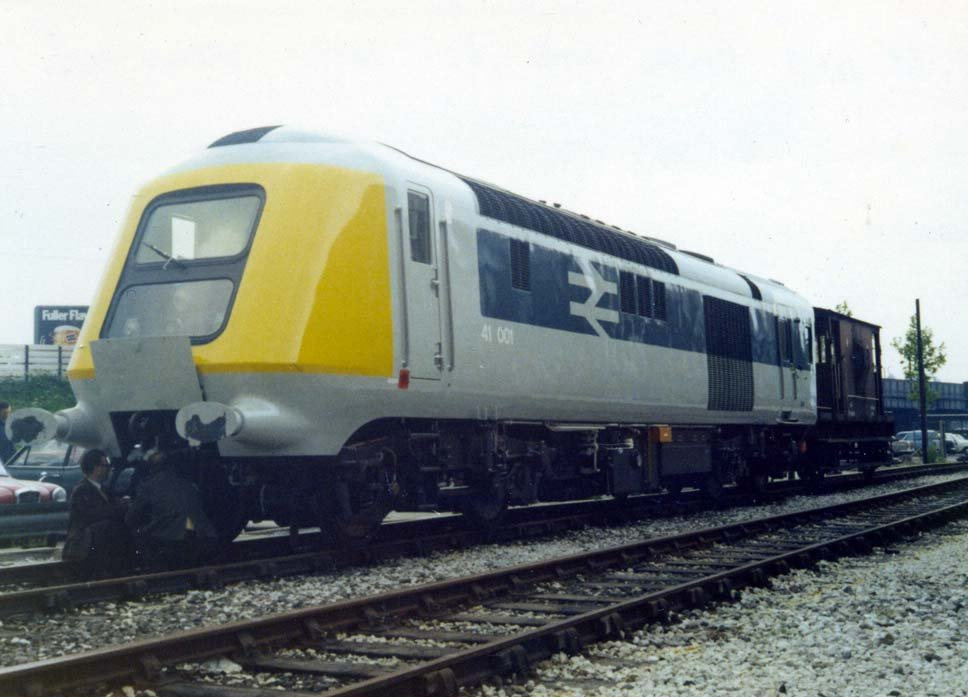
Тепловоз British Rail Class 41 в 1972 году на территории железнодорожного технического центра в Дерби

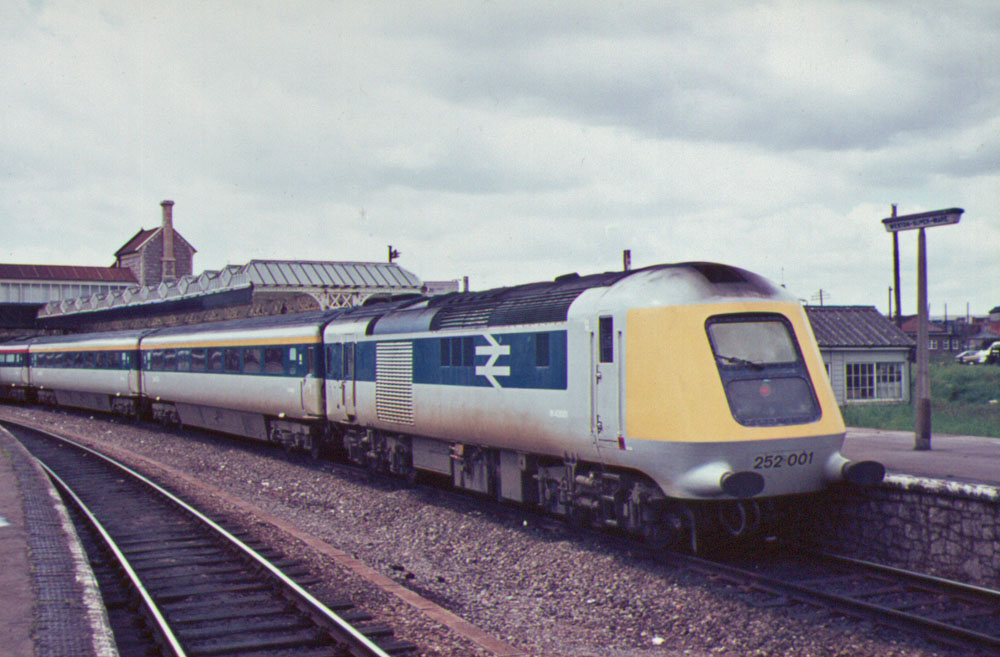
Class 252 в 1975 году в Уэстон-сьюпер-Мэре

По проекту новый состав состоял из пассажирских вагонов, которые располагались между двумя дизельными локомотивами. При такой конфигурации, когда два локомотива прицеплены к двум разным концам состава, поездом оказывается меньшее давление на рельсы, следовательно, те меньше изнашиваются, в то время как один тяжёлый локомотив может деформировать путь, поэтому инженеры-проектировщики решили использовать именно такую конфигурацию поезда. Решение использовать локомотивную тягу, а не моторвагонную было принято в самом начале работы над проектом. Инженеры рассчитали, что для поддержания составом скорости 200 км/ч необходимо, чтобы мощность двух локомотивов вкупе составляла 4500 л. с. (3300 кВт). Рама нового локомотива была построена на заводе Кру Уоркс, затем она была транспортирована на вагоностроительный завод в Дебри, где строительство первого опытного тепловоза было завершено, новый локомотив классифицировался как British Rail Class 41 (HST). Новый тепловоз обладал также рядом эргономических особенностей. Пульт управления на нём имел П-образную форму таким образом, что все органы управления поездом располагались справа и слева от машиниста, а приборы напротив него. Между кабиной машиниста и машинным отделением были установлены шумоизолирующие двери. Как и у других локомотивов, эксплуатирующихся тогда на британских железных дорогах, у British Rail Class 41 отсутствовали боковые окна. Этот тепловоз стал первым дизельным локомотивом в истории железных дорог Великобритании, на котором был установлен генератор переменного тока, а не постоянного как на всех британских тепловозах того времени.
Строительство опытного образца семивагонного состава с двумя локомотивами (по одному на каждом конце) завершилось в августе 1972 года. В течение осени проходили его ходовые испытания, и в мае 1973 года поезд классифицирующийся как British Rail Class 252 побил свой первый мировой рекорд скорости среди дизельных поездов, разогнавшись до 230,5 км/ч (143,2 миль/ч). В 1976 году компания British Rail заявила о том, что для железных дорог Великобритании будет построено 27 составов, которые будут осуществлять перевозки между Паддингтоном (Лондон), Бристолем и Южным Уэльсом.

### Серийное производство
Первый серийный тепловоз, имеющий номер 43002, был выпущен в конце 1975 года, внешним видом  он сильно отличался от прототипа. У серийных локомотивов, передняя часть была лишена буферов, а автосцепное устройство спрятано под съёмной крышкой, исключение составляли несколько тепловозов, на которых были установлены буфера, и автосцепка не была скрыта, но эта конструкция имела несколько другое устройство, чем на прототипе — Class 41. Лобовое стекло на серийно выпускающихся тепловозах было шире, в кабине были сделаны боковые окна, от кабины в задней части локомотива было решено отказаться.
Над внешним видом InterCity 125 работал британский дизайнер Кеннет Грейндж. Первоначально его пригласили разработать только ливрею для нового поезда, но когда Грейндж увидел новый локомотив, он крайне не одобрил его внешний вид, позже он вспоминал 

Он был чертовски  безобразен, это было похоже на бочку с иллюминатором спереди.
Оригинальный текст (англ.)It was a bloody ugly thing, it looked like a barrel with a port-hole at the front.

Грейндж вместе с группой инженеров приступил к разработке нового дизайна локомотива. Свою модель они испытывали в аэродинамической трубе. После того как работа над кузовом была завершена Грейндж убедил British Rail принять новый дизайн тепловоза.
Состав InterCity 125 состоит из двух тепловозов с электропередачей British Rail Class 43 и пассажирских вагонов типа British Rail Mark 3 (как правило, 7 или 8 в составе). Мощность каждого тепловоза составляет 1678 кВт (2250 л. с.). В локомотивах установлен двигатель Paxman Valenta, разработанный компанией «Paxman diesels» специально для British Rail Class 41.
Отличительными особенностями поезда являлись высокие показатели удельной мощности двигателя локомотива — 32 л. с./т, такие мощные двигатели были установлены специально, чтобы пассажирские поезда могли развивать большую скорость, улучшенная по сравнению с предыдущими моделями аварийная ударобезопасность и введение особой конфигурации поезда, когда локомотивы находятся в двух разных концах состава, что позволяет не проводить маневровые работы по перестановке локомотива на конечных станциях. До введения в эксплуатацию InterCity 125 максимальная скорость движения поездов в Великобритании была ограничена до 160 км/ч (100 миль/ч). С началом эксплуатации этого поезда максимально допустимая скорость поездов увеличилась на 25 %.
Небольшая нагрузка от осей на рельсы позволяла поезду разгоняться до высокой скорости. Лучшая динамика разгона по сравнению с другими более старыми локомотивами позволила существенно сократить время  пути. Хорошая динамика разгона и торможения сделали InterCity 125 идеальным поездом для выполнения пассажирских перевозок.

### Введение в эксплуатацию

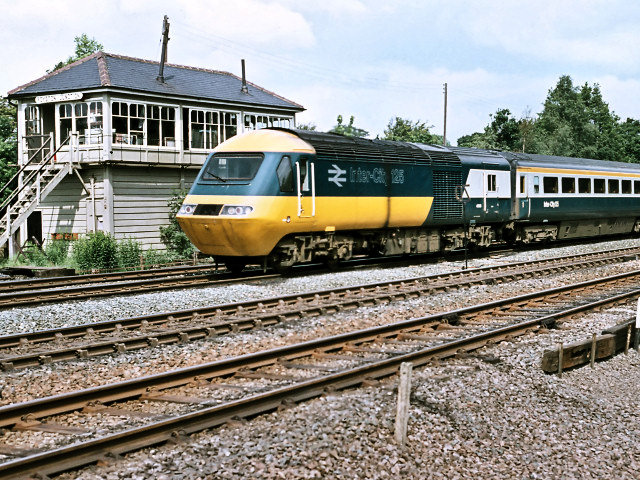
Состав InterCity 125 в 1982 году

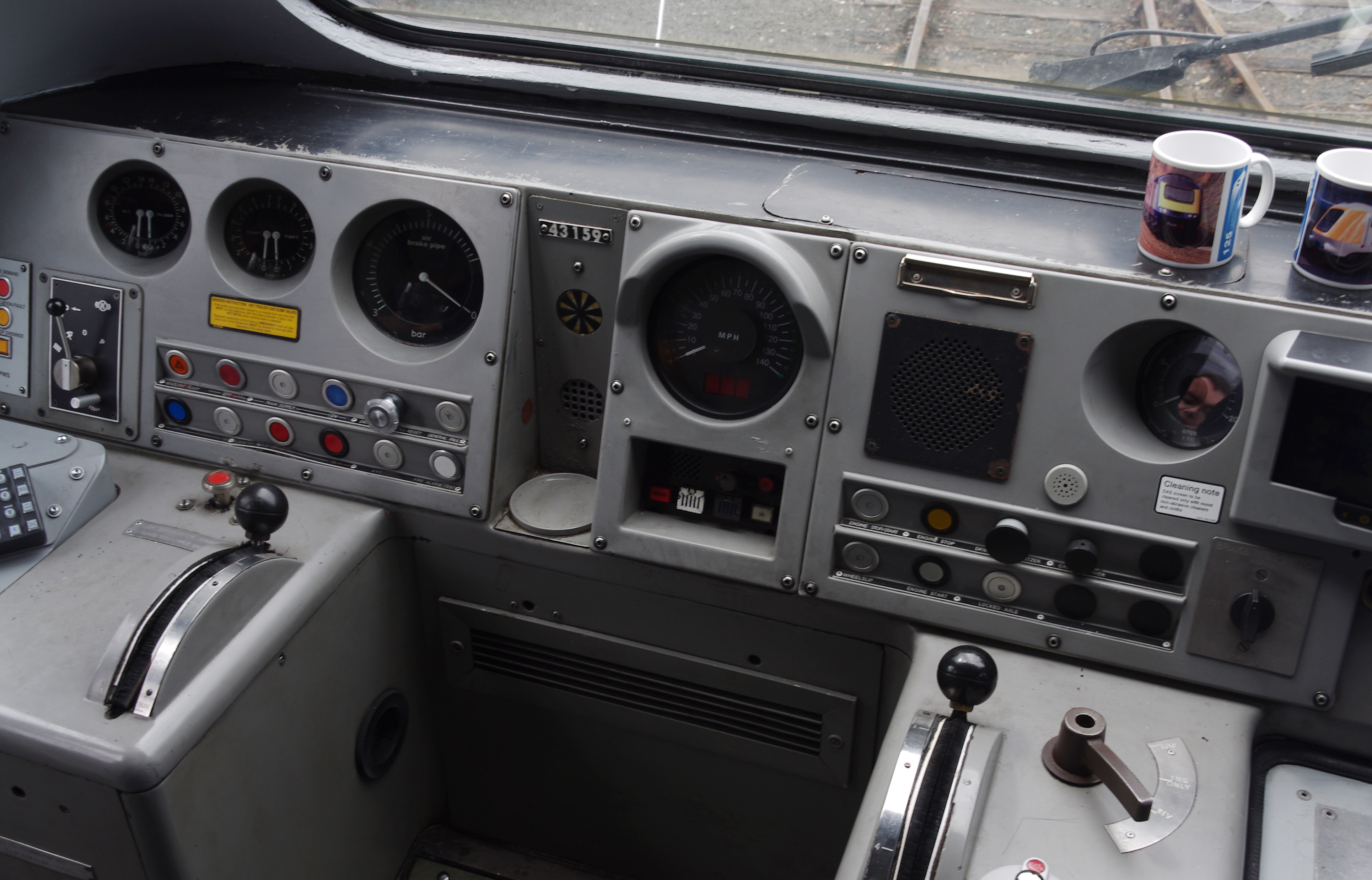
Пульт управления машиниста

Поставки нового поезда начались в 1976 году. В октябре этого же года InterCity 125 начал эксплуатироваться на западной железной дороге Великобритании. Обновлённая ливрея тепловоза была дополнена надписью «InterCity 125», выполненная в новом фирменном стиле, бренд InterCity 125 обозначался также в расписаниях и рекламных листах и стал очень узнаваем. К маю 1977 года на западной железной дороге эксплуатировалось уже 27 локомотивов British Rail Classes 253. На линиях, где вводились в эксплуатацию поезда InterCity 125, увеличивалась пропускная способность, это было связано с возросшей средней скоростью движения поездов и уменьшением интервала между ними.
Тепловозы British Rail Classes 254 выпускались до 1977 года. Classes 254 производились специально для линии Лондон-Эдинбург (East Coast Main Line), чтобы заменить на ней устаревшие Class 55 Deltic. Первоначально British Rail планировала установить на Classes 254 более мощный двигатель Valenta мощностью 2500 л. с. (1900 кВт), но от этой идеи было решено отказаться из-за частых отказов двигателя, вызванных, как правило, недостаточным охлаждением, в итоге мощность устанавливаемого на локомотив двигателя была уменьшена до 2000 л. с. (1500 кВт). В мае 1978 года InterCity 125 с тепловозами Class 254 начал работать на линии Лондон-Эдинбург. В течение года, InterCity 125 вытеснил локомотивы Deltic, с введением их в эксплуатацию время пути от Лондона до Эдинбурга сократилось.
Производство InterCity 125 прекратилось в 1982 году. InterCity 125 стал эксплуатироваться на линиях, связывающих Лондон и Уэст-Кантри, на линиях Кросс-Кантри (Йорк-Бристоль) и Мидлэнд Мэйн Лайн (Лондон-Шеффилд), поезд обслуживает станции Лондона, Бристоля, Эдинбурга, а также Пензанс на юго-западе и Инвернесс на севере, таким образом InterCity 125 работает практически на всей территории Великобритании. В период между 1976 и 1982 годом было построено 95 составов InterCity 125, для которых было построено 197 тепловозов Class 43.

### Мировые рекорды
12 июня 1973 года прототип InterCity 125 — тепловозы British Rail Class 252, имеющие серийные номера 43000 и 43001, установили первый мировой рекорд среди дизельных поездов, разогнавшись до 230,5 км/ч (143,2 миль/ч). InterCity 125 также удерживает мировой рекорд скорости среди дизельных поездов с пассажирами. Абсолютный мировой рекорд среди дизельных поездов InterCity 125 побил 1 ноября 1987 года, разогнавшись до 238 км/ч (148 миль/ч).

## Эксплуатация по регионам

### Юго-Западная Англия, Южный Уэльс

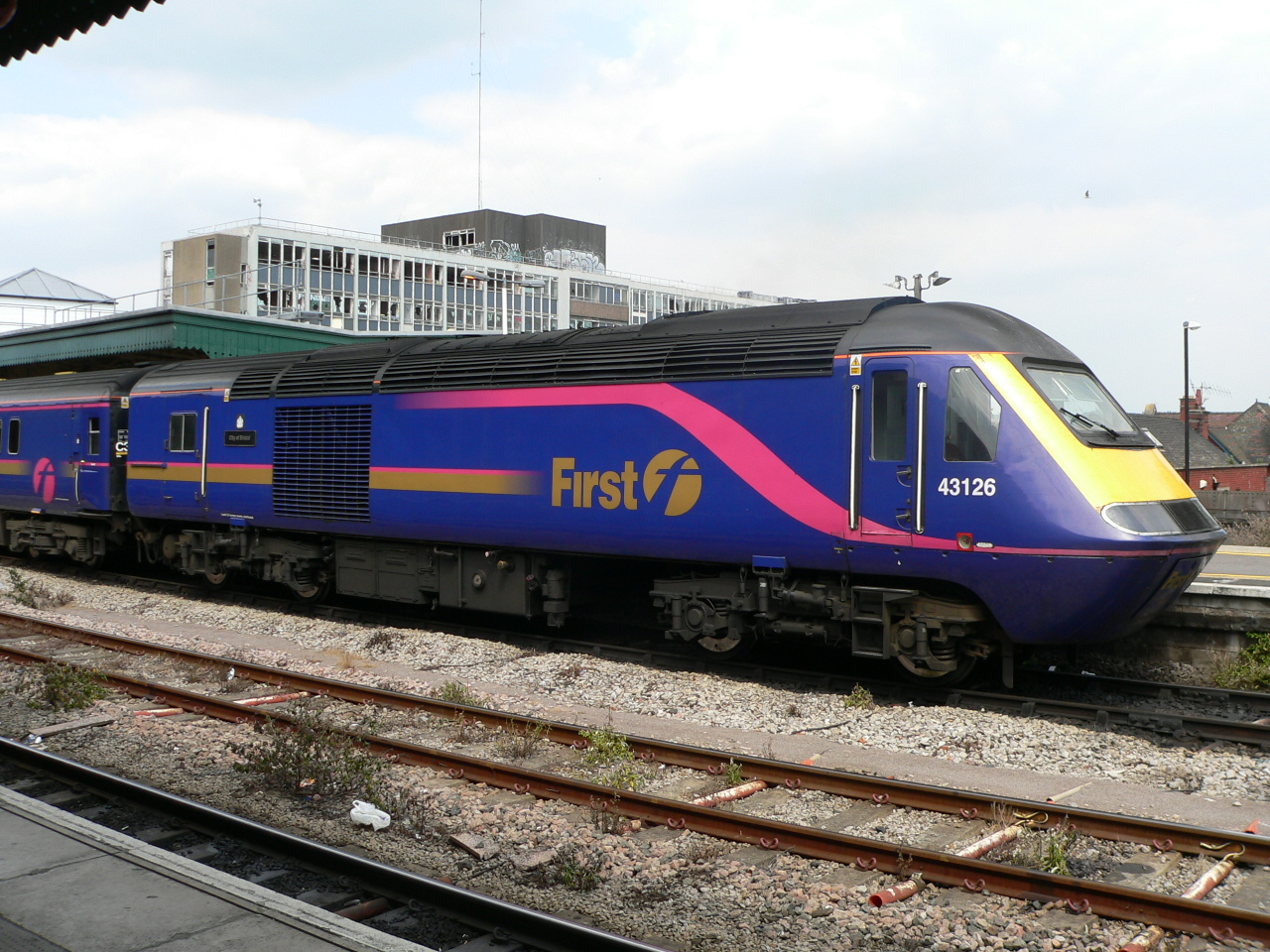
InterCity 125 компании «First Great Western» на железнодорожном вокзале в Бристоле

На западной железной дороге поезда InterCity 125 первоначально вводились в эксплуатацию только на линиях, связывающих между собой Лондон, Бристоль и Южный Уэльс, но позже InterCity 125 стали работать также на линиях, связывающих Лондон с графствами Девон и Корнуолл. В южном Уэльсе сеть обслуживания InterCity 125 расширилась до станций Милфорд Хейвен, Фишгард и Пемброк.
В 1996 году была основана компания «Great Western Trains», в чьё ведение попали маршруты от Паддингтонского вокзала в Лондоне до графств западной Англии, таким образом, поезда InterCity 125, эксплуатирующиеся на этих линиях также стали принадлежать «Great Western». В 1998 году компания «FirstGroup» купила «Great Western» и основала компанию «First Great Western», которой в настоящее время принадлежат составы InterCity 125, работающие в этом регионе. Все составы «First Great Western», в том числе и InterCity 125 были перекрашены в фирменном стиле компании. «First Great Western» обладает большим парком InterCity 125, сейчас они выполняют междугородние перевозки между Лондоном и городами Бристоль, Бат, Чиппенхем, Суиндон, Суонси, Кардифф, Кармартен, Челтнем, Оксфорд, Вустер, Херефорд, Пейнтон, Плимут, Вестбери, Эксетер, Тонтон и Пензанс. Бо́льшая часть скоростных пассажирских перевозок в юго-западной части Великобритании приходится на поезда InterCity 125.
В 2005 году «First Great Western» начала модернизировать InterCity 125, в тепловозах British Rail Class 43 были заменены двигатели, производился ремонт вагонов, в частности была изменена планировка некоторых вагонов, которые эксплуатируются на особенно загруженных линиях, до двух было уменьшено количество столиков в каждом вагоне, это было сделано с той целью, чтобы увеличить пассажировместимость вагона и поезда в целом. В ходе ремонта, в вагонах были установлены электрические розетки, в вагоне-ресторане реконструирован бар, а в вагонах первого класса поставлены кожаные кресла.

### Восточная и северная Англия, Шотландия

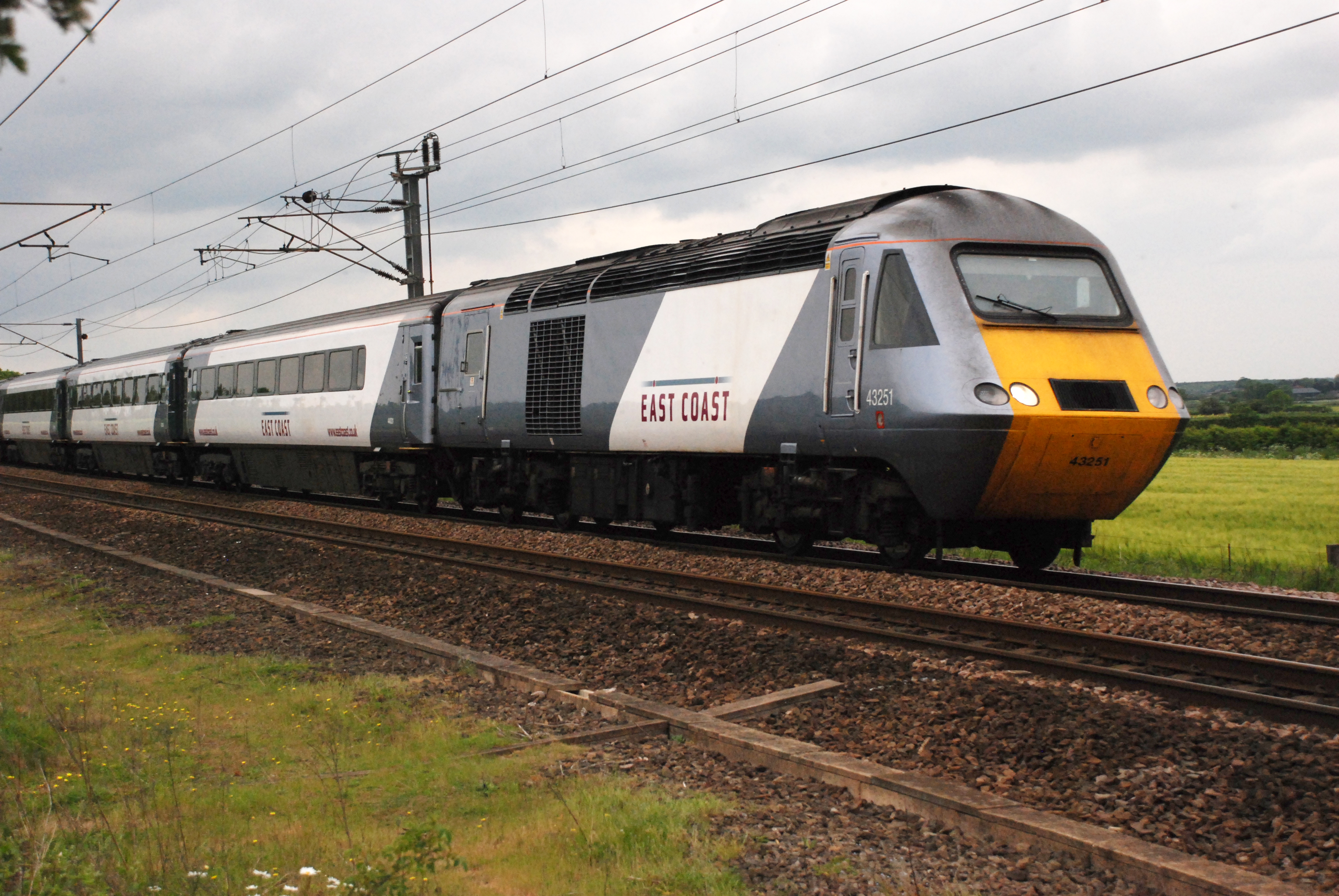
InterCity 125 компании «East Coast» неподалёку от Ретфорда

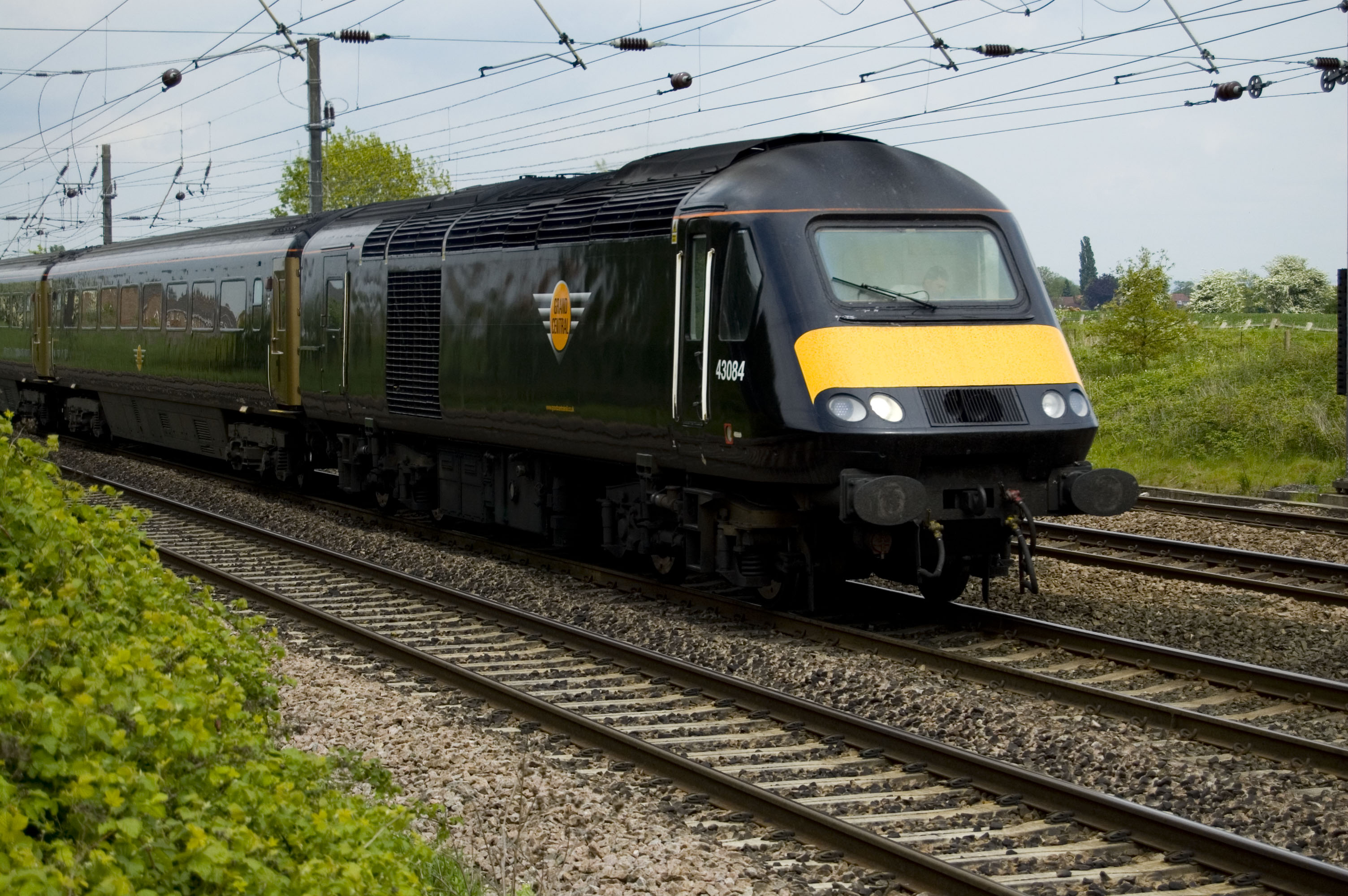
InterCity 125 компании «Grand Central Railway» неподалёку от Йорка

На линии Лондон-Эдинбург поезда InterCity 125 с локомотивами British Rail Classes 254 начали работать после снятия с эксплуатации тепловоза Class 55 Deltic в 1980-82 гг, но после электрификации линии в 1990 году предпочтение было отдано электропоезду InterCity 225.
В этом регионе InterCity 125 эксплуатировались на линиях, связывающих вокзал Кингс-Кросс в Лондоне с городами Ньюкасл, Лидс, Йорк, Брадфорд, Клиторпс, Кингстон-апон-Халл, Скарборо и Эдинбург (вокзал Эдинбург-Уэверли), позже сеть обслуживания InterCity 125 была расширена до городов Глазго, Инвернесс и Абердин.
После приватизации компании «British Rail» в 1992 году, InterCity 125 эксплуатирующиеся в этом регионе стали принадлежать компании «Great North Eastern Railway» (GNER). После электрификации линии Лондон-Эдинбург InterCity 125 продолжил эксплуатироваться в этом регионе на других преимущественно неэлектрифицированных линиях. В частности, InterCity 125 сейчас эксплуатируется на линиях связывающих Лондон с городами Кингстон-апон-Халл, Скиптон, Харрогит, Инвернесс и Абердин.
В январе 2007 года GNER приступила к ремонту составов InterCity 125, в ходе которого были капитально отремонтированы вагоны: были установлены новые более удобные кресла, более вместительные полки для багажа и новое освещение, отремонтированы туалеты, на полах постелены ковры. В том же 2007 году компания «Great North Eastern Railway» прекратила своё существование и принадлежащий ей подвижной состав, в том числе InterCity 125 был передан в ведение компании «National Express East Coast», которая продолжала ремонт составов, начатый GNER. В марте 2009 года «National Express East Coast» завершила проект капитального ремонта всего своего парка InterCity 125.
13 ноября 2009 года, железнодорожные линии, находившиеся в ведении «National Express East Coast» были национализированы, после того как, британская транснациональная транспортная компания «National Express Group» заявила о прекращении финансирования своей дочерней компании «National Express East Coast». Таким образом, в настоящее время оператором большей части железных дорог в этом регионе является компания «East Coast», которая является дочерней компанией «Directly Operated Railways» — холдинговой компании, созданной министерством транспорта Великобритании. В 2011 году компания «East Coast» расширила сеть обслуживания InterCity 125 до городов Харрогит, Линкольн и Скиптон.
Другим железнодорожным оператором в этом регионе является компания «Grand Central Railway», которой принадлежат составы InterCity 125, с 2007 года эксплуатирующиеся на линии Лондон-Сандерленд. В 2010 году «Grand Central Railway» заменила на двух локомотивах (серийные номера: 43084 и 43123) двигатели. Ливрея поездов «Grand Central Railway» отличалась от ливреи GNER только характерной оранжевой или жёлтой полосой в передней части тепловоза. Также «Grand Central Railway» изменила нумерацию тепловозов на трёхзначную: 43465 (065)/467 (067)/468 (068)/480 (080)/484 (084)/423 (123).

### Центральная Англия

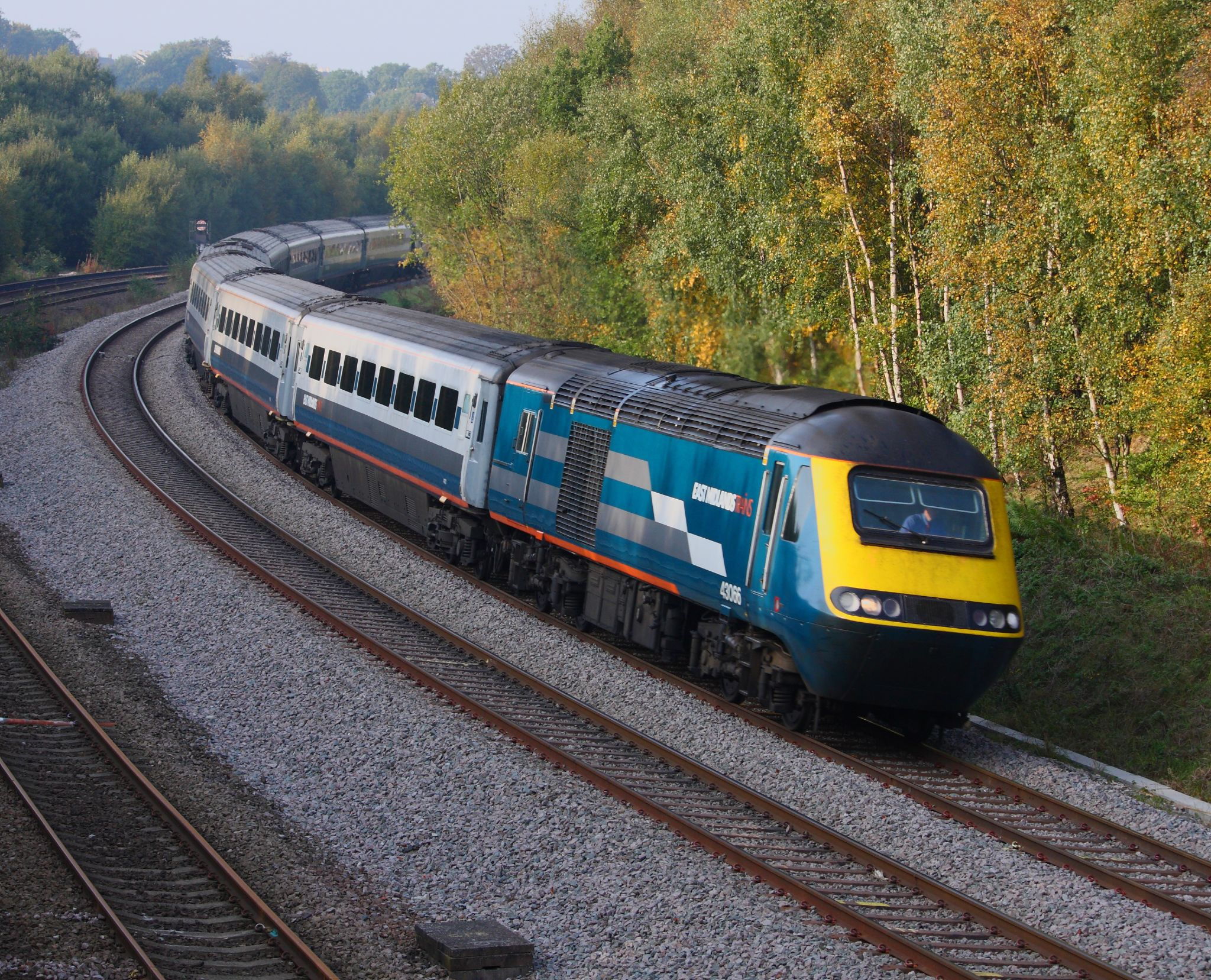
InterCity 125 компании «East Midlands Trains»

Эксплуатация InterCity 125 в центральной Англии (преимущественно на линии Мидлэнд Мэйн Лайн (Лондон-Шеффилд)) началась несколько позже, чем в других регионах Великобритании. В 1983 году InterCity 125 были введены в эксплуатацию на линии Мидлэнд Мэйн Лайн, которая связывает лондонский вокзал Сент-Панкрас с городами Ноттингем и Шеффилд. Несмотря на то, что максимально допустимая скорость на этой линии составляла на тот момент всего 160 км/ч, с введением в эксплуатацию InterCity 125 время пути от Лондона до Шеффилда и Ноттингема значительно сократилось, так как средняя скорость поездов на этой линии была достаточно низкой. Чуть позже, максимально допустимая скорость на некоторых участках была увеличена до 180 км/ч, уменьшение ограничения скорости на всей линии до 200 км/ч предлагалось компанией «British Rail» в первой половине 90-х, но реализации этого проекта помешала приватизация национального железнодорожного оператора.
Перевозки между Лондоном и Шеффилдом сейчас выполняются преимущественно современными скоростными дизель-поездами British Rail Class 222, но InterCity 125 по-прежнему работает на маршруте Лондон-Ноттигем. Скорость поездов на этом маршруте сейчас составляет 180 км/ч. Поезда InterCity 125, эксплуатирующиеся в этом регионе, принадлежат двум компаниям «Midland Mainline» и «East Midlands Trains».

#### Линия Кросс-Кантри

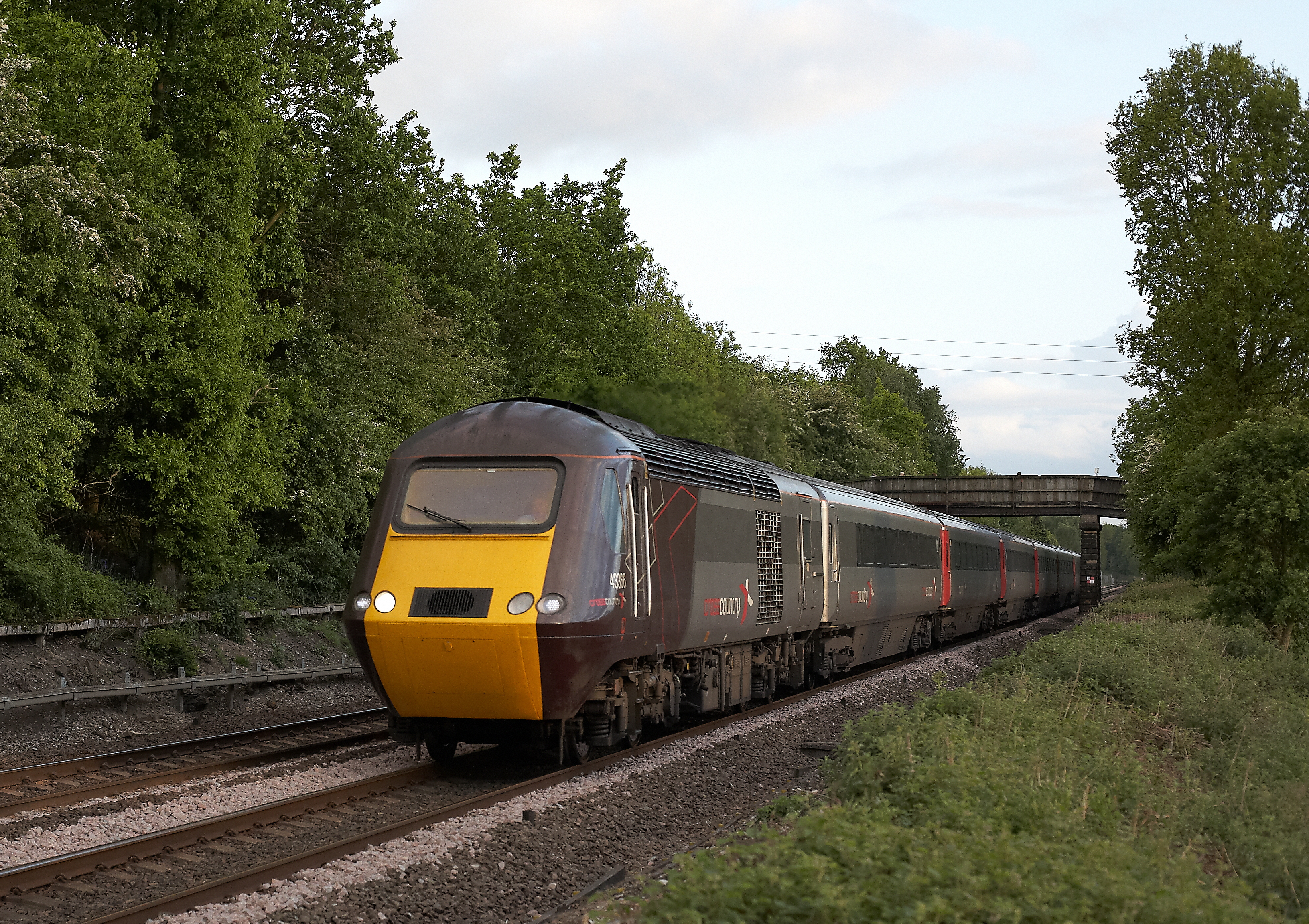
InterCity 125 компании «Virgin CrossCountry», которая является частью группы компаний «Virgin Rail Group»

После приватизации British Rail в 1993 году линия Кросс-Кантри перешла в ведение компании «Virgin Trains». На этой линии поезда InterCity 125 эксплуатировались до 2004 года. С 2002 года компания «Virgin Trains» начала постепенно заменять составы InterCity 125 на скоростные дизель-поезда семейства Bombardier Voyager, и в 2004 году InterCity 125 были полностью сняты с эксплуатации на линии. Бо́льшая часть снятых с эксплуатации поездов InterCity 125 была отправлена в запас на несколько лет, а несколько составов эксплуатируются теперь компанией «Midland Mainline». В 2007 году из-за возросшего пассажиропотока, на линии было необходимо увеличить количество подвижного состава, с этой целью из запаса на линию были вновь выведены пять составов InterCity 125. С сентября 2008 года начался ремонт нескольких составов. В салонах были установлены новые бордовые кресла в цвет ливреи поезда, а также сокращено число столиков. Из состава был исключён вагон-ресторан.

### Западная Англия, Северный Уэльс
До мая 2004 года InterCity 125 компании «Virgin Trains» эксплуатировались на маршрутах, связывающие лондонский вокзал Юстон и бирмингемский вокзал Интернэшнл с городами Холихед и Блэкпул. Также InterCity 125 ранее эксплуатировались на линии Лондон-Глазго (West Coast Main Line).

## Аварии
Самая крупная железнодорожная авария с участием InterCity 125 произошла 5 октября 1999 года практически в центре Лондона, в 3 километрах от вокзала Паддингтон. Состав на большой скорости лоб в лоб столкнулся с пригородным поездом British Rail Class 165. Авария произошла по вине машиниста Class 165, который проехал на красный сигнал светофора, приняв его за жёлтый. Погиб 31 человек. 
| Дата     | Бортовой номер | Место                                          | Жертвы | Описание происшествия |
| -------- | -------------- | ---------------------------------------------- | ------ | --- |
| 19.09.97 | 43173          | ст. Соутолл, Лондон                            | 7/212  | Протаранил грузовой поезд из-за невнимательности машиниста, который не заметил запрещающего сигнала. Помимо этого на локомотиве была неисправна автоматическая система оповещения.                                   |
| 5.10.99  | 43011          | в 3-х километрах от вокзала Паддингтон, Лондон | 7+24   | Столкнулся с British Rail Class 165 из-за ошибки машиниста Class 165, который проехал на красный свет, также роковую роль сыграла медлительность диспетчеров, которые вовремя не оповестили машинистов об опасности. |
| 6.11.04  | 43019          | в 4 км от Рединга                              | 6+1    | Мужчина, совершая акт самоубийства, остановил свой автомобиль на железнодорожном переезде перед прохождением состава. Погиб он сам, 5 пассажиров поезда и машинист.                                                  |

## В массовой культуре

Состав InterCity 125 в компьютерной игре Rail Simulator

Сразу же после введения InterCity 125 в эксплуатацию, он стал пользоваться большой популярностью, отчасти это было следствием проведения крупной рекламной кампании. Компанией British Rail было выпущено большое количество рекламных роликов, где новый дизель-поезд позиционировался как быстрый, комфортабельный и дешёвый. Миниатюрные модели InterCity 125 выпускают многие производители, одним из первых в Великобритании была компания «Hornby Railways», которая изготовила первую модель этого состава в 1977 году.
Сцены с поездом InterCity 125 есть во многих в фильмах, например, в конце серии Стрижка от Мистера Бина лондонского британского сериала Мистер Бин, главного героя кладут в багажное отделение локомотива Class 43, стоящего в голове InterCity 125.
Поезд InterCity 125 присутствует во многих железнодорожных симуляторах, в том числе Train Simulator, Train Sim World и Trainz Simulator.